# Бурмистров, Иван Степанович
Иван Степанович Бурми́стров (1896—1961) — советский конструктор-артиллерист.

## Биография
Родился в 1896 году. По национальности мордвин. Беспартийный.
В РККА с 1918 года, участник Гражданской войны.
Окончил Киевское высшее общевойсковое командное училище имени М. В. Фрунзе.
Во время Великой Отечественной войны — на инженерных должностях в артиллерии, заместитель начальника Главного артиллерийского полигона ГАУ РККА. Генерал-майор инженерно-артиллерийской службы (17.11.1942)
Умер 17 сентября 1961 года. Похоронен в Ленинграде на Серафимовском кладбище.

## Награды и премии
- Сталинская премия второй степени (10 апреля 1942) — за изобретение нового типа боеприпасов
- Сталинская премия третьей степени (1943) — за разработку новых типов боеприпасов
- два ордена Ленина (1939, 1945)
- два ордена Красного Знамени (18 августа 1943, 3 ноября 1944)
- орден Трудового Красного Знамени (1944)
- орден Красной Звезды (3 марта 1942)
- два ордена Отечественной войны I степени (22 января 1944, 17 ноября 1945)
- медали